# Charlie Jenkins
Charles Lamont Jenkins Sr., detto Charlie (New York, 7 gennaio 1934), è un ex velocista statunitense, specializzato nei 400 metri piani e vincitore di due medaglie d'oro ai Giochi olimpici di Melbourne 1956.

## Palmarès
| Anno | Manifestazione  | Sede      | Evento      | Risultato | Prestazione | Note |
| ---- | --------------- | --------- | ----------- | --------- | ----------- | ---- |
| 1956 | Giochi olimpici | Melbourne | 400 m piani | Oro       | 46"7        |      |
| 1956 | Giochi olimpici | Melbourne | 4×400 m     | Oro       | 3'04"8      |      |